# Эдуард V
Эдуа́рд V (2 ноября 1470 — 1483?) — некоронованный король Англии с 9 апреля по 25 июня 1483 года, сын Эдуарда IV и Елизаветы Вудвилл.
Эдуард унаследовал трон после смерти отца и в ожидании коронации вместе с братом Ричардом был размещён в Тауэре, который в то время был традиционной резиденцией монархов до их коронации. Однако, уже через 86 дней мальчики были объявлены незаконнорождёнными, из-за открывшейся проблемы с законностью брака их отца и матери, а вскоре и вовсе исчезли из Тауэра. Ответственность за их исчезновение и, вероятно, смерть возлагалась на Ричарда III, но отсутствие каких-либо убедительных доказательств и противоречивые отчёты предполагают и других подозреваемых.
Наряду с Эдуардом VIII, а также спорными Матильдой и Джейн Грей, Эдуард является одним из четырёх некоронованных английских монархов со времён нормандского завоевания. Как предполагают историки, Эдуард умер незадолго до того, как о нём и его брате перестали поступать вести из Тауэра, и, таким образом, он стал самым коротко жившим монархом в английской истории — его внучатый племянник, который был коронован как Эдуард VI, умер в год своего шестнадцатилетия.

## Ранние годы
Эдуард родился 2 ноября 1470 года в Вестминстерском аббатстве, где его мать Елизавета Вудвилл нашла убежище во время краткого низложения йоркистского короля Эдуарда IV ланкастерцами в ходе Войны Роз. Мальчик стал первым из трёх сыновей и четвёртым из десяти детей королевской четы; кроме того, у него было двое старших единоутробных братьев от брака Елизаветы с сэром Джоном Греем из Гроуби. Эдуард был провозглашён принцем Уэльским в июне 1471 года вскоре после возвращения на английский трон его отца. Два года спустя в замке Ладлоу, Валлийская марка, маленький принц был провозглашён номинальным главой новосозданного совета Уэльса и марки; реально же советом управляли объединившиеся Вудвиллы и Стэнли.
Эдуард был передан под надзор брата королевы Энтони Вудвилла, графа Риверса, известного учёного, в письмах к которому Эдуард IV чётко определил точные условия для воспитания сына и управления его домохозяйством. День мальчика был расписан практически по минутам: утром он просыпался в удобное для него время; присутствовал на утрени, а затем на мессе; после завтрака Эдуард прилежно приступал к занятиям; затем следовал ранний обед (в 10 часов утра) и новые занятия; вечером принцу позволялось заниматься активными играми; в четыре часа вечера мальчик получал ужин, а в восемь часов отправлялся в постель. Король Эдуард знал о собственных пороках и, вероятно, потому при помощи Риверса старался оградить сына от всего греховного. Особое внимание уделялось безопасности мальчика: с ним всегда, даже во время сна, находился кто-то из близкого окружения его дяди-воспитателя.
Прилежность Эдуарда приносила свои плоды. Доменико Манчини писал:
Словом и делом он дал столько доказательств своего либерального образования, благовоспитанности, нежели научного, [доказательств] достижений, шедших далеко за пределами его возраста… его особые познания литературы… позволили ему дискутировать изящно, с полным пониманием и декламировать превосходно любую работу, будь то стихи или проза, которая попадала в его руки, за исключением более заумных авторов. Он имел такие достоинства его цельной личности, и его лицо отражало такую прелесть, что сколько бы на него ни смотрели, он никогда не утомлял взора.
Как и для других его детей, Эдуард IV планировал для старшего сына престижный европейский брак; в 1480 году король заключил союз с герцогом Бретани Франциском II и, таким образом, принц Эдвард обручился с четырёхлетней наследницей герцога. Эдуард и Анна должны были пожениться по достижении совершеннолетия; впоследствии Бретань должна была отойти их второму сыну, в то время как первый стал бы принцем Уэльским. Эти брачные планы были разрушены с исчезновением Эдуарда и его брата из Тауэра.

## Король Англии
14 апреля 1483 года в Ладлоу Эдуард получил вести о внезапной смерти отца, случившейся за пять дней до этого. Последней волей Эдуарда IV на должность протектора до совершеннолетия молодого короля был назначен Ричард, герцог Глостер. Уже в качестве нового короля Эдуард со своим дядей Энтони Вудвиллом и свитой с запада отправился в Лондон; по пути в Стоуни Страдфорде, Бакингемшир, король встретился с единоутробным братом Ричардом Греем, шедшим с севера.
Вскоре после смерти брата Глостер стал принимать меры, чтобы изолировать племянников от Вудвиллов. В ночь на 29 апреля Ричард Глостер встретился и поужинал с графом Риверсом и Ричардом Греем, но на следующее утро Риверс и Грей, вместе с королевским камергером, Томасом Воганом, были арестованы и отправлены на север. Как отмечает Доменико Манчини, Эдуард протестовал против ареста дяди и брата, но поддержать его было некому: вся его свита была распущена по домам. Молодой король был перевезён в Лондонский Тауэр в ожидании коронации под защиту герцога Глостера. Королевский совет настаивал на немедленной коронации дабы избежать протектората несмотря на малолетство короля. Однако Глостер тянул с коронацией. В это время бывшая королева укрылась в убежище с остальными детьми. Позже Глостер уговорил Елизавету Вудвилл отправить принца Ричарда в башню к королю для компании.
Два месяца спустя, 22 июня 1483, парламентским актом Titulus Regius (1 Ric. III) брак Эдуарда IV с Елизаветой Вудвилл был признан незаконным, поскольку Эдуард на момент заключения брака с Елизаветой уже был связан обещанием с другой женщиной. Малолетний король, в числе других детей покойного короля, объявлялся незаконнорождённым, а также лишался прав на престол и всех титулов. 25 июня 1483 Ричард приказал казнить ранее арестованных брата и дядю Эдуарда в замке Понтефракт, Йоркшир. Дети другого брата покойного короля, Джорджа Кларенса, отстранялись от престола в виду лишения его гражданских и имущественных прав. Глостер был объявлен королём 6 июля 1483 года.

## Дальнейшая судьба
Вскоре после провозглашения королём их дяди перестали поступать какие-либо вести об Эдуарде и его младшем брате, а потом и вовсе поползли слухи, что мальчики были убиты. Дальнейшая судьба Эдуарда и Ричарда неизвестна — сведений о том, как и когда они умерли, нет. Наиболее распространена версия о том, что принцы были убиты по приказу их дяди Ричарда III. Томас Мор писал, что принцы были задушены подушками в Тауэре по приказу короля; версия Мора легла в основу пьесы Шекспира Ричард III, где Джеймс Тиррелл со своими сообщниками убивает принцев по приказу короля. В более поздний период версия о виновности Ричарда III была отвергнута историками, начиная с Уильяма Корнуолиса в начале XVII века. В период до исчезновения мальчиков старшего из них, Эдуарда, часто навещал доктор; историк Дэвид Болдуин предполагает, что современники посчитали Эдуарда умершим от болезни или попыток вылечить его от неё. В отсутствие веских доказательств появился ряд других теорий, среди которых наиболее популярны две — принцы были убиты по приказу герцога Бекингема и по приказу Генри Тюдора. Тем не менее, Поллард отмечает, что эти теории менее вероятны, нежели более простая и очевидная, в которой детей убивает именно их дядя-король, который контролировал доступ к ним и был ответственен за их благополучие.
В 1674 году в ходе ремонта одной из башен Тауэра под лестницей были обнаружены останки двух детей. По приказу короля Карла II останки были перемещены в Вестминстерское аббатство, где были захоронены под именами Эдуарда и его младшего брата. Останки были изучены повторно в 1933 году; было обнаружено, что в скелетах отсутствовали некоторые фрагменты и имелись примеси животных костей. Принадлежность этих останков детям короля Эдуарда IV так и не была доказана.
В 1789 году рабочий, осуществлявший ремонт в часовне Святого Георгия в Виндзорском замке, случайно обнаружил и вскрыл склеп короля Эдуарда IV и его жены Елизаветы Вудвилл. В примыкающем к склепу помещении были обнаружены гробы двоих детей. На гробнице были высечены имена детей Эдуарда: Джорджа, герцога Бедфорда, умершего в возрасте двух лет, и принцессы Марии, умершей в возрасте 14 лет. Оба они умерли при жизни отца. Однако останки этих двоих детей позже были обнаружены в другом помещении часовни; таким образом, неизвестно, чьи останки захоронены под именами Джорджа и Марии.

## В культуре
Эдуард является одним из персонажей романа Филиппы Грегори «Белая королева» и его экранизации (роль исполнил Сонни Эшборн Сёркис).
Эдуард также персонаж серии подростковых романов «Пропавшие» Маргарет Петерсон Хэддикс. Его история рассказывается во втором романе серии.
Эдуард появляется в шестнадцатом эпизоде первого сезона аниме «Kuroshitsuji», где главный герой сталкивается в старом замке с привидениями, которые оказываются давно убитыми братьями-принцами — Ричардом Шрусбери и Эдуардом V.
Также Эдуард появляется в пьесе Шекспира «Ричард III» и её многочисленных постановках и экранизациях:
- Ричард III (фильм, 1911 год; роль исполнила Кэтлин Йорк)
- Ричард III (фильм, 1912 год; роль исполнила Говард Стюарт[28])
- Ричард III (фильм, 1955 год; роль исполнил Пол Хьюсен[29])
- Король Ричард III (телефильм, 1964 год; роль исполнил Николас Хаэнель)
- Трагедия Ричарда III (фильм, 1983 год; роль исполнил Дориан Форд[30]
- Ричард III (фильм, 1995 год; роль исполнил Мако Уильямсон[31])
- Ричард III (фильм, 2008 год; роль исполнил Жермен де Леон)

Кроме того, Эдуард является персонажем ряда других фильмов и телесериалов:
- Принцы в Тауэре (фильм, 1928 год; роль исполнила Конни Харис[32])
- Башня смерти (фильм, 1939 год; роль исполнил Рональд Синклер[33])
- Эпоха королей[англ.] (мини-сериал, 1960 год; роль исполнил Майкл Льюис[34]
- Башня смерти[англ.] (фильм, 1962 год; роль исполнил Юджин Мартин[35])
- Война роз[англ.] (1965 год; роль исполнил Пол Мартин)
- Второй приговор[англ.] (телесериал, 1976 год; эпизод «Кто убил принцев в Тауэре?», роль исполнил Джонатан Сопер[36])
- Принцы в Тауэре (телефильм, 2005 год; роль исполнил Тимоти Креста)

## Комментарии
1. ↑  Такой прецедент уже существовал: Ричард II стал королём в десять лет, а протекторат при Генрихе VI, который стал королём в девять месяцев, окончился с его коронацией в возрасте семи лет.
2. ↑  Лорд-протектор герцог Глостерский заявил, что дети его старшего брата вместе с Елизаветой Вудвилл незаконны на том основании, что его брат был обручён с вдовой леди Элеонорой Батлер, что в те времена считалось юридически обязывающим договором, и вследствие чего любые другие брачные договоры становились недействительными. Бургундский хронист Филипп де Коммин говорил, что Роберт Стиллингтон, епископ Бата и Уэльса, утверждал, что провел церемонию обручения между Эдуардом IV и леди Элеанор[8][9].